# Phyllophaga dasypoda
Phyllophaga dasypoda är en skalbaggsart som beskrevs av Bates 1888. Phyllophaga dasypoda ingår i släktet Phyllophaga och familjen Melolonthidae. Inga underarter finns listade i Catalogue of Life.